# Saint-Didier-d’Aussiat
Saint-Didier-d’Aussiat település Franciaországban, Ain megyében. Lakosainak száma 845 fő (2022. január 1.). Saint-Didier-d’Aussiat Confrançon, Curtafond, Marsonnas, Montrevel-en-Bresse, Saint-Genis-sur-Menthon, Saint-Martin-le-Châtel, Saint-Sulpice és Bâgé-Dommartin községekkel határos.

## Népesség
A település népessége az elmúlt években az alábbi módon változott:
| Lakosok száma | 608  | 565  | 594  | 792  | 893  | 886  | 871  | 858  | 852  | 845  |
|               | 1968 | 1982 | 1990 | 2006 | 2013 | 2015 | 2017 | 2019 | 2020 | 2022 |